# Pellucidomyia leei
Pellucidomyia leei är en tvåvingeart som beskrevs av Wirth 1960. Pellucidomyia leei ingår i släktet Pellucidomyia och familjen svidknott. Inga underarter finns listade i Catalogue of Life.